# Pardal-espanhol
O pardal-espanhol (Passer hispaniolensis) é uma ave da família Passeridae. Tem cerca de 15 cm de comprimento e distingue-se do seu congénere pardal-comum pelo barrete totalmente castanho, pela grande mancha preta no peito e pelos flancos estriados.A fêmea é muito parecida com a do pardal doméstico, mas os seus flancos apresentam manchas cinzentas.
Distribui-se pelo sul da Europa e pela Ásia. A sobreposição das áreas de repartição do pardal espanhol e do doméstico accaretou, de resto, a formação de populações híbridas em certas regiões, commo Itália e o Leste do Magreb. A plumagem destes híbridos apresente nitidamente uma mistura de características próprias das duas espécies.
Nidifica em colónias, muitas vezes por baixo de ninhos de cegonha-branca, mas geralmente mantém-se afastado de habitações humanas. Está presente em Portugal durante todo o ano.

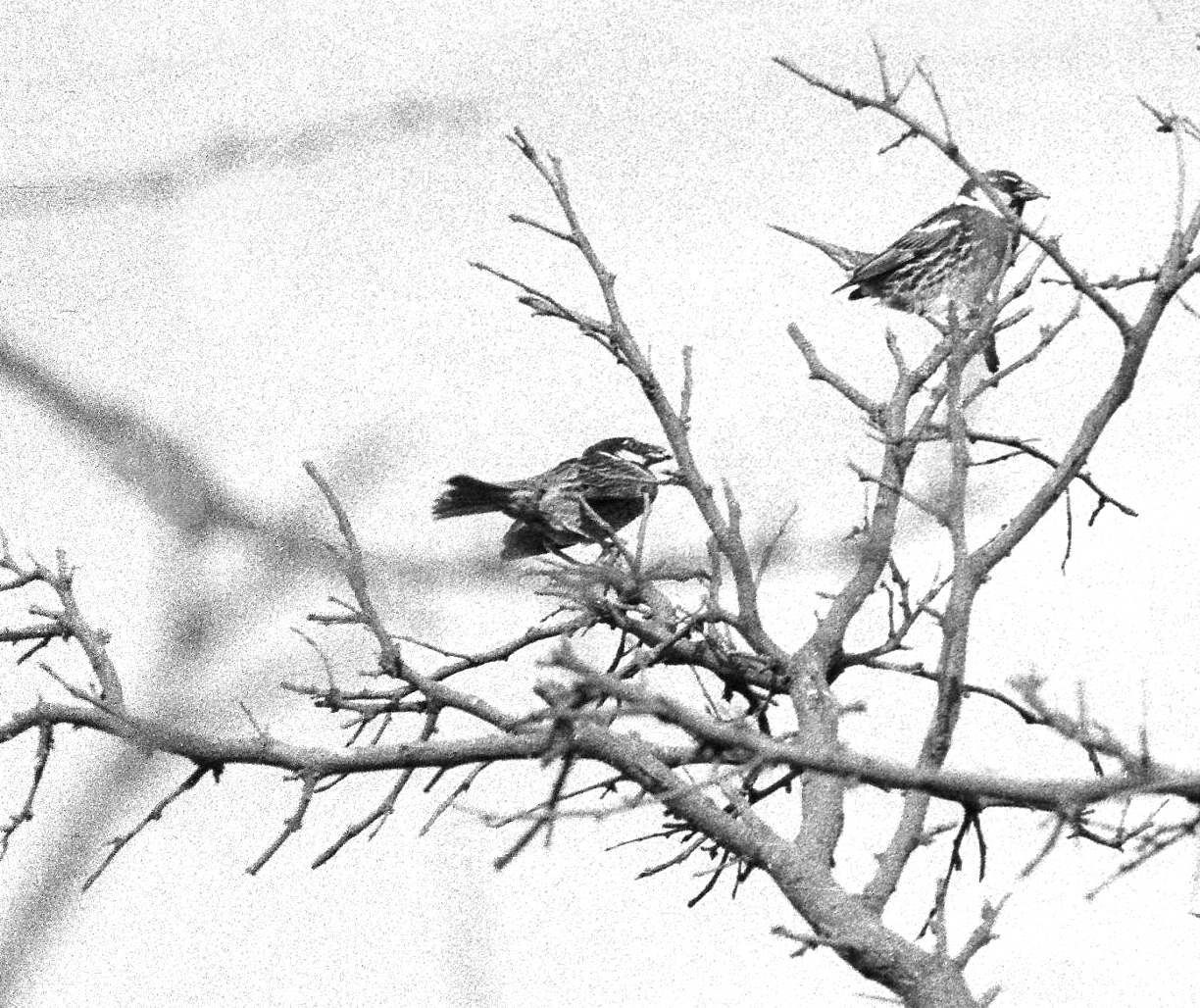
Pardal-espanhol (2 machos) : namoro.

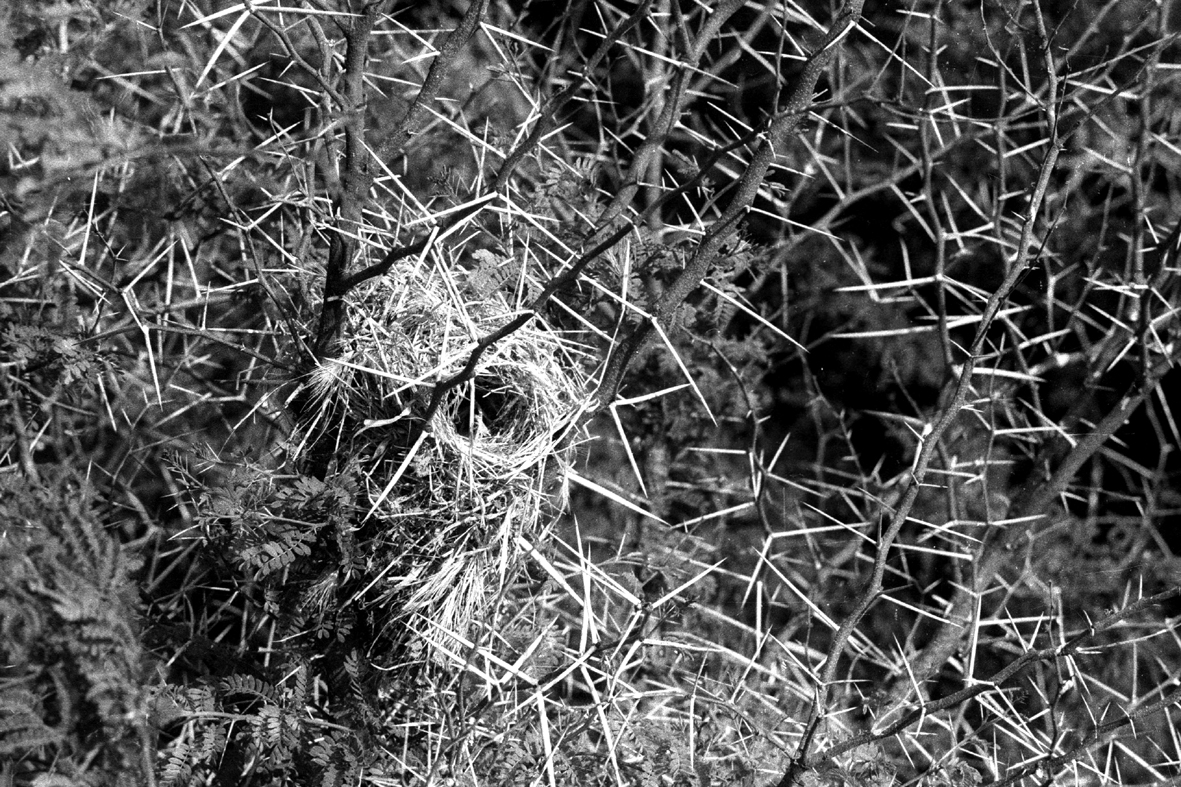
Pardal-espanhol : ninho em um acácia.

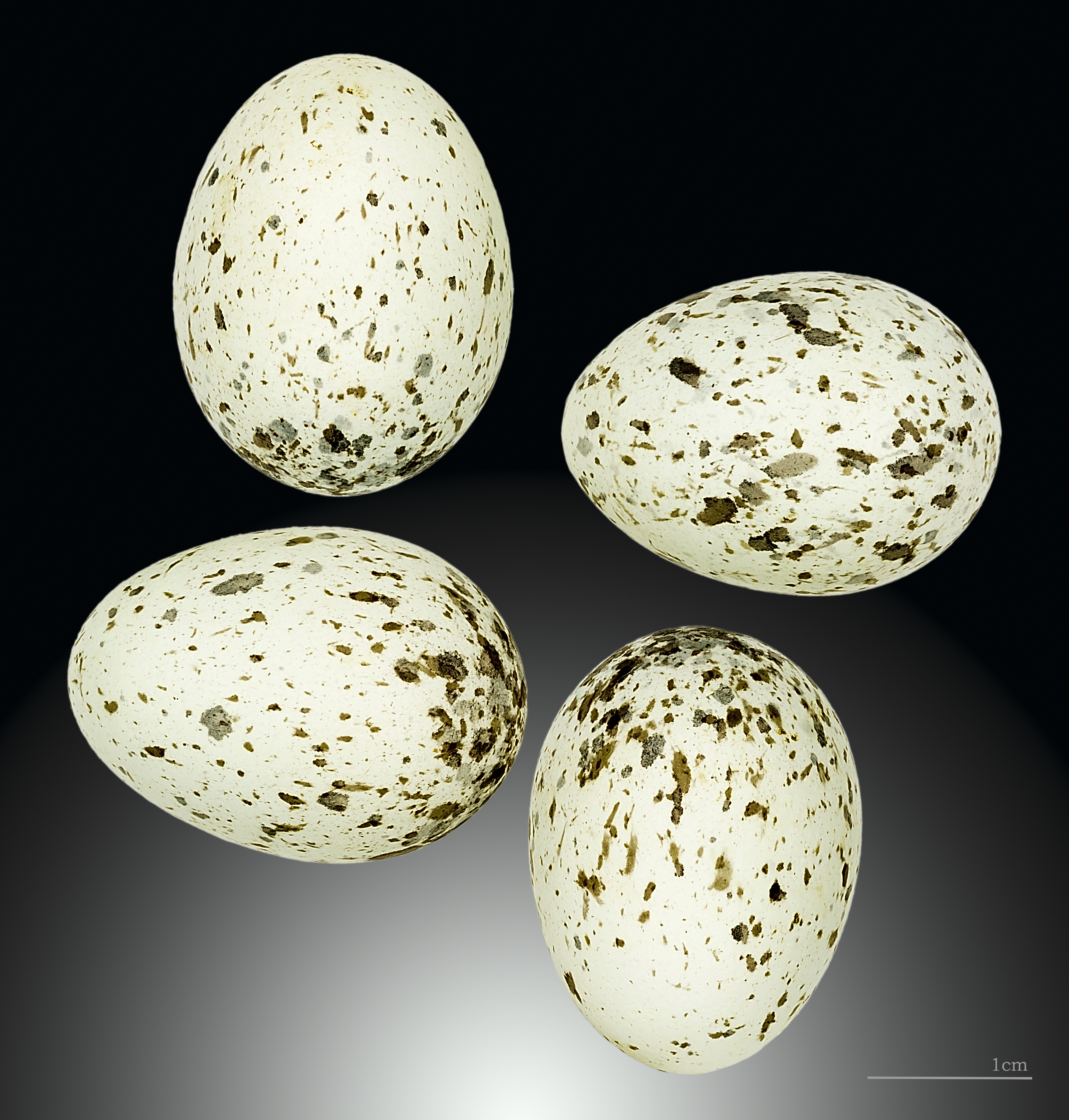
Passer hispaniolensis - MHNT